# چشمه مهارلو
چشمه معدنی مهارلو از جمله چشمه‌های شهرستان سروستان در استان فارس است.
این چشمه در ۵۷ کیلومتری شهر سروستان و درون روستای مهارلو واقع است و از چشمه‌های معدنی ایران به‌شمار می‌رود و کاربرد آب‌درمانی دارد. این چشمه از جاذبه‌های گردشگری شهرستان سروستان محسوب می‌شود.